# Service public de l'emploi en Belgique
En Belgique le service public de l’emploi et de la formation professionnelle est une compétence des différentes communautés linguistiques. L’indemnisation au titre de l’assurance-chômage est assurée par un organisme à vocation nationale.

Le service public de l’emploi s’exerce, en Belgique, avec des organismes différents des compétences territoriales en Région flamande (jaune plein), en Région wallonne (rouge et bleu) ainsi que dans la Région de Bruxelles-Capitale (hachuré jaune et rouge)

## Les organismes chargés du service public de l’emploi

### Actiris
Actiris est chargé du service public de l’emploi dans la Région de Bruxelles-Capitale. Il met notamment en place des maisons de l’emploi.

### ADG
L’Arbeitsamt der Deutschsprachigen Gemeinschaft (ADG) ou Service emploi de la Communauté germanophone de Belgique est chargé du service public de l’emploi et de la formation professionnelle pour la Communauté germanophone de Belgique.

### Bruxelles Formation
Le service public de la formation professionnelle est confié à Bruxelles Formation pour les francophones sur le territoire de la Région de Bruxelles-Capitale.

### Le FOREM
L’Office wallon de la formation professionnelle et de l’emploi, dit le FOREM, est chargé de l'emploi et de la formation professionnelle sur le territoire de la Région wallonne à l'exception du territoire de la Communauté germanophone de Belgique.

### ONEM
L’Office national de l'emploi (ONEM) est l’institution chargée par le gouvernement fédéral, de l’organisation de l’assurance chômage pour l’ensemble du pays. Il assure principalement l’octroi d’un revenu de remplacement aux chômeurs involontaires et à d’autres catégories assimilées.
En néerlandais, l’institution est appelée Rijksdienst voor Arbeidsvoorziening (RVA). En allemand, l’appellation est Landesamt für Arbeitsbeschaffung (LfA).

### VDAB
Le Vlaamse Dienst voor Arbeidsbemiddeling en Beroepsopleiding (VDAB ; « Service flamand pour la recherche d'emploi et la formation professionnelle ») est un service public en Belgique dont la compétence est l'emploi et la formation professionnelle sur le territoire de la Région flamande.
Il a également la responsabilité de la formation professionnelle des néerlandophones sur le territoire de la Région de Bruxelles-Capitale.

## Le service public de l’emploi dans les différentes régions

### La Région flamande
En Région flamande, le service public de l’emploi et de la formation professionnelle est assuré par le Vlaamse Dienst voor Arbeidsbemiddeling en Beroepsopleiding.

### La Région de Bruxelles-Capitale
Dans la Région de Bruxelles-Capitale, le service public de l’emploi est assuré différemment pour la partie emploi et pour la partie formation. L’emploi est sous la responsabilité d’Actiris. La formation professionnelle est confiée à Bruxelles Formation pour les francophones et à VDAB pour les néerlandophones.

### La Région wallonne
En Région wallonne, le FOREM est chargé de l'emploi et de la formation professionnelle, à l’exception du territoire de la Communauté germanophone de Belgique. Le FOREM met également en place des maisons de l’emploi.

### La Communauté germanophone de Belgique
Dans la Communauté germanophone de Belgique, le service public de l’emploi et de la formation professionnelle est confié à Arbeitsamt der Deutschsprachigen Gemeinschaft (ADG).

## La coordination entre les services publics de l’emploi
Un Accord de coopération interrégionale signé en 2005 a incité le Forem, le VDAB, Actiris, l’ADG et Bruxelles Formation à coopérer pour la diffuser des offres d’emploi, sensibiliser les demandeurs d’emploi à la mobilité interrégionale, promouvoir les cours de langues et assurer une plus grande transparence du marché de l’emploi.
Le 3 juillet 2007, le Forem, le VDAB, Actiris, l’ADG et Bruxelles Formation ont constitué Synerjob, la Fédération des services publics de l’emploi et de la formation.
En 2010 Synerjob, a pour président Jean-Pierre Méan, administrateur général du Forem et pour vice-président Fons Leroy, administrateur général du VDAB.